# Ellingstedt
Ellingstedt (duń. Ellingsted) – miejscowość i gmina w Niemczech w kraju związkowym Szlezwik-Holsztyn, w powiecie Schleswig-Flensburg, wchodzi w skład urzędu Arensharde.